# 野田鞆雄
野田 鞆雄（のだ ともお、1882年〈明治15年〉9月 - 没年不詳）は、日本の法律家、朝鮮総督府官僚。佐賀市長。

## 経歴
佐賀県に藤井鴻雲の二男として生まれ、野田常貞の養子となった。1909年（明治42年）に東京帝国大学法科大学独法科を卒業した。統監府検事、ついで朝鮮総督府検事となり、京城地方法院検事、大邱覆審法院検事、釜山地方法院検事、京城覆審法院検事、同地方法院検事を歴任した。1922年（大正11年）、府道事務官に転じ、忠清南道警察部長、咸鏡北道警察部長、全羅北道内務部長、黄海道内務部長を歴任した。
1929年（昭和4年）に退官し、1931年（昭和6年）に佐賀市長に選出された。市長退任後は、奉天高等検察庁次長を務めた。